# Državnozborske volitve v Sloveniji 1992
Volitve v državni zbor leta 1992 so bile prve volitve v državni zbor in prve volitve v samostojni Sloveniji. 
Potekale so 6. decembra. Pravico voliti je imelo 1.491.374 volivcev. Volilna udeležba je bila 85,6-odstotna.   
Liste kandidatov so dobile naslednje število glasov: 
| Ime Liste                           | Glas      | Glas   | Glas  | Mandati | Mandati |
| Ime Liste                           | Število   | %      | +/−   | Število | +/−     |
| ----------------------------------- | --------- | ------ | ----- | ------- | ------- |
| Liberalno demokratska stranka       | 278.851   | 23,46  | +8,96 | 22      | +10     |
| Slovenski krščanski demokrati       | 172.424   | 14,51  | +1,51 | 15      | +4      |
| Združena lista                      | 161.349   | 13,58  | −3,72 | 14      | ±0      |
| Slovenska nacionalna stranka        | 119.091   | 10,02  | Nova  | 12      | Nova    |
| Slovenska ljudska stranka           | 103.300   | 8,69   | −3,91 | 10      | −1      |
| Demokratska stranka                 | 59.487    | 5,01   | −4,49 | 6       | −2      |
| Zeleni Slovenije                    | 44.019    | 3,70   | −5,20 | 5       | −3      |
| Socialdemokratska stranka Slovenije | 39.675    | 3,34   | −4,06 | 4       | −2      |
| Socialistična stranka Slovenije     | 32.696    | 2,75   | −2,65 | —       | −5      |
| Manjšine                            | —         | —      | —     | 2       | —       |
| Ostali                              | 165.636   | 14,94  | +7,1  | —       | —       |
| Skupno                              | 1.188.378 | 100,00 |       | 90      | +10     |

## Posledice in ozadje
Na volitvah je zmagala Liberalno demokratska stranka (LDS). Naslednji mandatar je postal Janez Drnovšek. Druga najmočnejša stranka je postala Slovenski krščanski demokrati (SKD). Obe stranki sta pridobili nekaj odstotnih točk. Združena lista (kasneje preimenovana v SD) je s prvega mesta šla na tretje, izgubila je 3,7 odstotne točke. Na slovenskem političnem prostoru se je ustanovila tudi nova stranka, Slovenska nacionalna stranka (SNS). Tej je z Zmagom Jelinčičem uspel skok na 10,0 %. Lojze Peterle, ki je bil do državnozborskih volitev 1992 mandatar (1990-1992), ni mogel nadeljevati vlade s koalicijo DEMOS, kajti koalicija je razpadla. Demokratična stranka (DS), Zeleni Slovenije (ZS) in Socialnodemokratična stranka Slovenije (SDSS), ki so bile vse del Demosa, so šle skupaj z Združeno listo (ZL) in Liberalno demokratsko stranko (LDS) v koalicijo. Vendar ta vlada ni zdržala dolgo, le od 14. maja 1992 do 25. januarja 1993. Posledično je Janez Drnovšek (LDS) z Lojzetom Peterletom (SKD), ZL-jem in SDSS-om ustanovil tretjo vlado republike Slovenije. Združena lista in SDSS sta vlado predčasno zapustili .
| LDS            | SKD           |
| -------------- | ------------- |
|                |               |
| Janez Drnovšek | Lojze Peterle |

## Državni zbor
Držani zbor 1992 je bil prvi državni zbor v republiki Sloveniji. Od 90 sedežev sta bila dva namenjena predstavnikom manjšin, en za italijansko in en za madžarsko manjšino. Preostalih 88 sedežev je bilo razdeljenih med osmimi volilnimi enotami, vsaka je dobila 11 sedežev. Parlament leta 1990 je imel le 80 sedežev, tudi takrat sta bila dva sedeža namenjena italijanski in madžarski manjšini. Prvi državni zbor republike Slovenije je imel osem strank in dva predstavnika manjšin.           

## Seznam poslancev
1. državni zbor Republike Slovenije